# Mary Ann Campana
Mary Ann Campana, geboren als Edvige Bianca Maria Campana (geb. 8. April 1913 in Barrea; gest. 2009) war eine italienisch-US-amerikanische Fliegerin.

## Leben
Hedwig Campana wurde am 8. April 1913 in Barrea (AQ), Abruzzen, geboren. 1921, wanderte sie als Kind mit ihren vier Schwestern und ihren Eltern auf der Suche nach Arbeit nach Youngstown (Ohio, Vereinigte Staaten von Amerika) aus. Dort besuchte sie die Lincoln Elementary Public School und später das College an der East High School. Sie begeisterte sich sehr für Luftfahrt. 1932 erhielt sie nach erfolgreicher Teilnahme an einem Flugkurs am Youngstown-Warren Regional Civil Airport als erste Frau in Ohio einen Pilotenschein.
Am 4. Juni 1933 brach die damals 20-jährige Pionierin der zivilen Luftfahrt über Mahoning County den Weltrekord im Ausdauerflug in der Leichtflugzeugklasse. In einem Eindecker flog sie 12 Stunden und 27 Minuten lang ohne Fallschirm und lediglich mit der regulären Startbetankung.
Im Jahr 1943 flog sie zum letzten Mal und war danach als Unternehmerin, insbesondere für das Kaufhaus Strouss-Hirshberg und die Marken May Company und Pollyanna Clothes, tätig.
Später zog sie nach Lakewood im Cuyahoga County bei Cleveland, wo sie 2009 im Alter von 96 Jahren verstarb.

## Auszeichnungen
- 1990 Ritter des Verdienstorden der Italienischen Republik

### Andere Auszeichnungen
Seit 1993 ist Mary Ann Campana eine Tafel in einem der Historical Marker Parks von Ohio gewidmet. Campana erhielt Auszeichnungen und Ehrungen von US-Präsident Ronald Reagan, der National Aeronautics Administration und des National Air and Space Museum. Im Jahr 2015 wurde ihr zur Ehren im Ernie Hall Aviation Museum in Warren eine Ausstellung eröffnet. 2022 wurde in der italienischen Gemeinde Barrea eine Gedenktafel für sie aufgestellt.